# Mist (アルバム)
『Mist』（ミスト）は、シンガーソングライターさだまさしの2007年9月12日発表のソロ33枚目のオリジナル・アルバムである。同年9月から翌年までの、さだまさしコンサートツアーにも同じタイトルが用いられた。

## 概要
50代になっても毎年コンスタントにリリースを重ねるさだの、ソロ通算33枚目のオリジナル・アルバム。アルバム・タイトルは9曲目に収録された「霧-ミスト-」から取られた。さだによれば、今の日本の現状を「霧の中にある」とする意味も込められているという。初回盤のみブックレット仕様である。
ヴァイオリン・ソロは従来さだ自らが演奏することがほとんどだったが、五十肩でヴァイオリンが弾けなくなってしまい、このアルバムでは息子のヴァイオリニスト・佐田大陸が代役で演奏し、親子共演を果たしている（外部リンクにある特設サイトの、さだのインタビュー動画より）。

## 収録曲
1. 51
前回のアルバム『美しき日本の面影』のタイトルを、当初日本の対米従属に関し「日本はアメリカ合衆国51番目の州」と皮肉った『51』にしようと考えていたさだは、ここで「51」という曲を書いた。この曲では背番号51番のイチローの話題を出した上で、イラク戦争やさだの故郷長崎での伊藤・長崎市長銃撃事件を織り込みながら51番の背番号の選手の母国である日本を憂う内容になっている。
2. 赤い月
テンポの速い短調のメロディーと五七調の詩で書かれた別れの歌。
黄昏時の赤い月と火星が主人公の詠み手と共に桜花を愛で、彼の思いを告げる役割を担う描写は万葉集の東歌や防人歌に通じるものである。
小冊子の曲紹介で語られる「暁の語源が『赤い月』から来た」というものは万葉集第20巻第4384番に基づく。
  1. 万葉集第20巻第4384番
原文：阿加等伎乃 加波多例等枳尓 之麻加枳乎 己枳尓之布祢乃 他都枳之良須母
書き下し：暁（あかとき）の 彼誰時（かわたれどき）に 島蔭を 漕ぎ去し船の 方便（たづき）知らずも
大意：赤い月の昇る夕暮れに島から海に漕ぎ出た船に乗っていたあの方は誰だったのでしょうか。
無事に辿り着いたという便りも知らない。無事に辿り着いたのか心配で仕方がない。
3. 眉山
自身の小説『眉山』が舞台化されたため、そのテーマとして書かれた。ライナノートでは、映画『眉山-びざん-』で音楽に関与しなかった理由について書かれている。
歌詩の背景にある眉山は西側から撮影したもの。
4. 白雨（はくう）
長い時の中で美しい思い出に変わった昔の失恋を歌った曲。
5. 窓
矢野真紀のために詩を書いた楽曲。作曲は、矢野のプロデューサーである寺岡呼人。
6. 都忘れ
東京にいる相手を思う手紙。
7. 桜桜咲くラプソディ
8. 賢者の贈り物
主人公が改めて愛を誓いなおすクリスマスソング。
9. 霧-ミスト-
アルバムのタイトル曲。人生の不安、病魔そういったものを霧に例え、それでも希望を信じて生きていこうと歌う。
10. かささぎ
日本と韓国で引き裂かれた恋愛を描いたNHKドラマ『海峡』の主題歌。カササギは大韓民国の国鳥である。

## 作詩・作曲・編曲
- 下記以外の全曲とも作詩[1]・作曲：さだまさし
  - 「窓」　作詩：さだまさし　作曲：寺岡呼人
- 下記以外の編曲：渡辺俊幸
  - 「白雨」、「桜桜咲くラプソディ」　編曲：倉田信雄
  - 「都忘れ」　編曲：さだまさし、倉田信雄
  - 「霧-ミスト」編曲：さだまさし　弦編曲：渡辺俊幸

## 主な参加ミュージシャン
- アコースティックギター：石川鷹彦、安田裕美
- エレキギター：松原正樹、土方隆行
- ベース：岡沢章
- ドラムス：島村英二
- ヴァイオリン・ソロ：佐田大陸（クレジットは「大陸」）
- ピアノ：倉田信雄
- パーカッション：宅間久善（マリンバも）、木村誠
- ストリングス：篠崎正嗣Strings